# Burrito

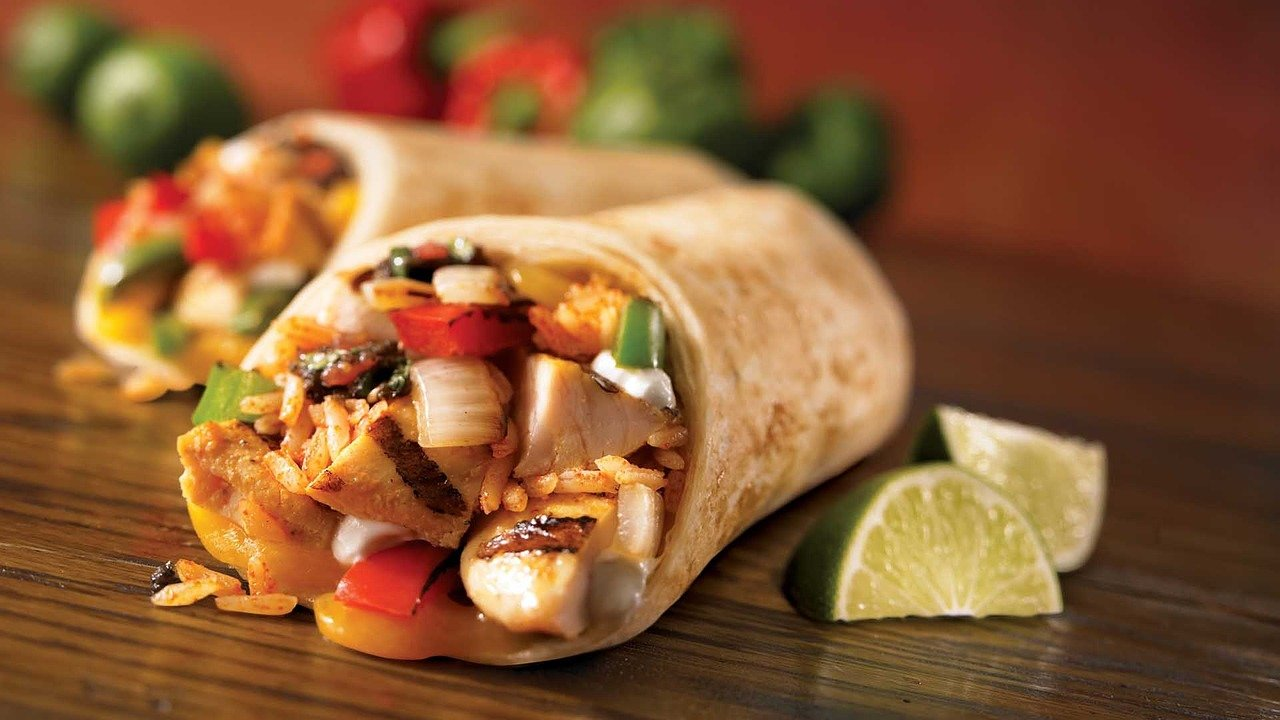
Mexikanischer Burrito

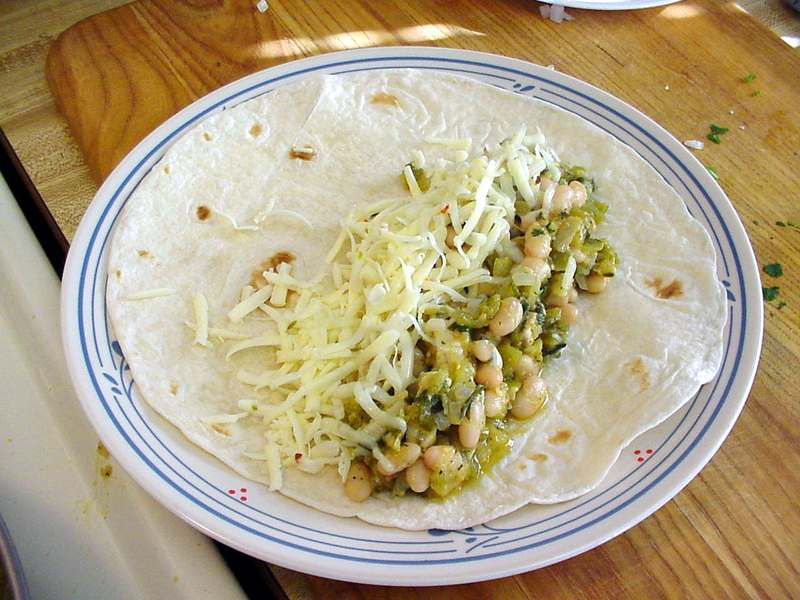
Burrito vor dem Zusammenrollen

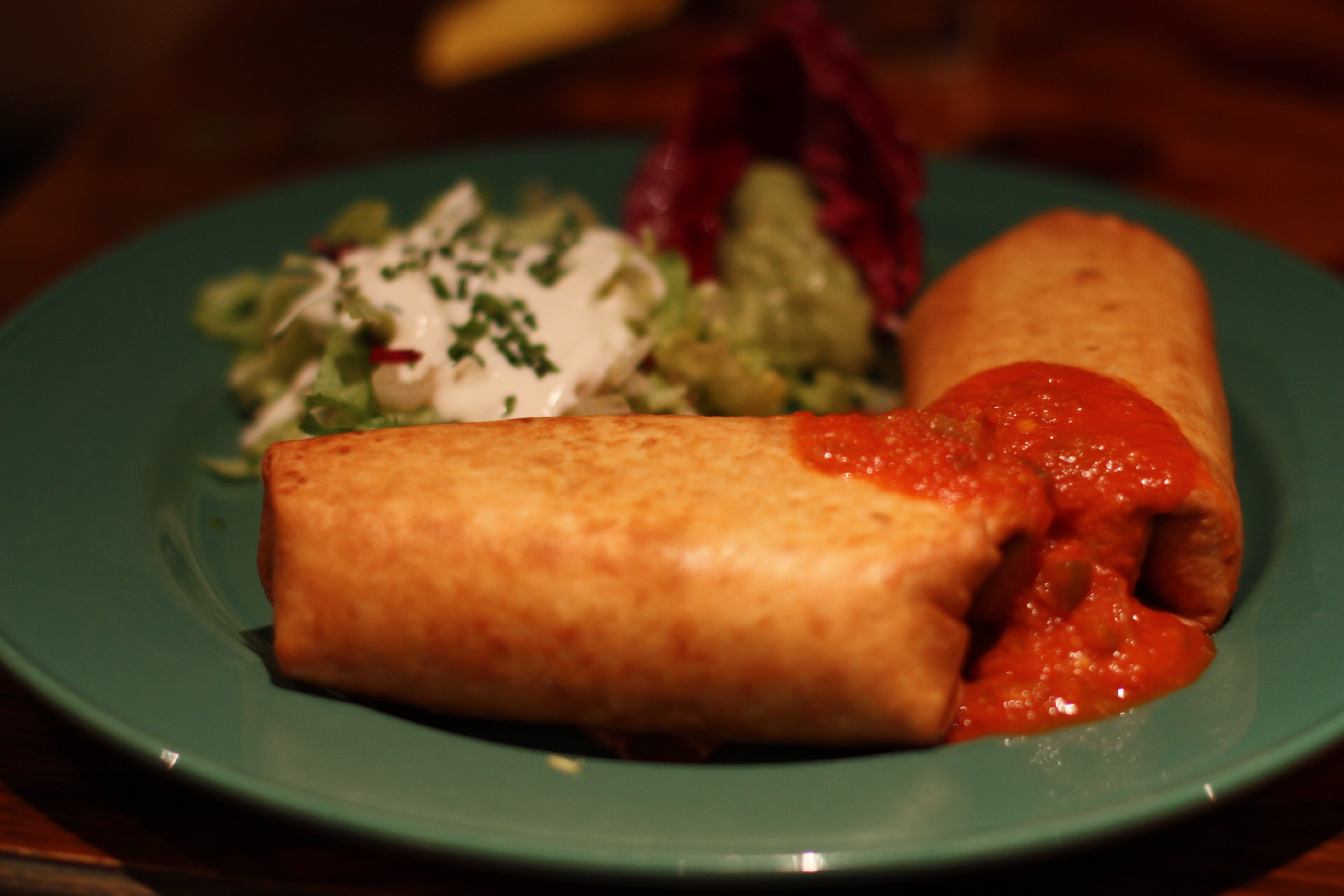
Chimichanga

Ein Burrito (Spanisch für Eselchen) ist eine gefüllte Tortilla aus Weizenmehl und ein Gericht aus der mexikanischen und Tex-Mex-Küche.

## Zubereitung und Servieren
Der Burrito besteht aus einer weichen Weizentortilla, in die unter anderem Hackfleisch, Bohnen, Reis, Tomaten, Avocado und Käse eingewickelt werden können. Dazu werden manchmal auch grüner Salat und saure Sahne gegeben. Durch seine Einfachheit im Verzehr ist der Burrito in vielen Fast-Food-Restaurants, insbesondere in den USA, eine beliebte Speise. 
Im Mission District in San Francisco hat sich in den 60er und 70er Jahren der Mission-style-Burrito entwickelt. Er wird meist in Sichtweite vor den Kunden in einer Art Fließbandzubereitung hergestellt. Er zeichnet sich durch eine große gefüllte Weizenmehltortilla aus, die in Alufolie eingewickelt wird. Als Füllungen werden häufig Carne asada (aus Rindfleisch), Reis nach mexikanischer Art, ganze Bohnen statt Bohnenmus, saure Sahne und Zwiebeln verwendet.
Burritos werden fertig gefüllt und gerollt serviert, während bei Fajitas Weizentortillas und Zutaten einzeln serviert und vom Gast selbst gefüllt und gerollt werden. Frittierte Burritos werden als Chimichanga bezeichnet und sind im Gegensatz zu Enchiladas ebenfalls aus Weizenmehl hergestellt.

## Etymologie
Burrito ist das Diminutiv von burro, dem spanischen Wort für Esel. Ein Burrito ist somit ein Eselchen. Der Ursprung dieser Bezeichnung ist umstritten: Eine Erklärung greift auf die Ähnlichkeit des Aussehens von Eselsohren und den gefalteten Burrito-Enden zu. Eine weitere Variante vergleicht den Burrito mit dem Paket, das ein Lastenesel auf dem Rücken trägt.